# بن راتينجي
بن راتينجي (الاسم العلمي:Coffea resinosa) هو نوع من النباتات يتبع جنس البن من الفصيلة الفوية.